# Нещадний (фільм)
«Нещадний» (англ. «Faster») — американський фільм режисера Джорджа Тіллмана мол., який вийшов на екрани 24 листопада 2010 року.

## Сюжет
Після успішного пограбування на команду грабіжників нападає інша банда. Вони приставляють пістолет до голови одного з братів, вони вивідують, де заховані гроші, перерізають горло братові головного героя, а йому самому стріляють у потилицю. Перед смертю він, водій, обіцяє помститися всім вбивцям свого брата. Проте куля пройшла навиліт, він вижив і відсидів 10 років у в'язниці. Вийшовши, він отримує список з 4-х осіб, яких починає один за одним убивати. Розслідуванням цих вбивств займається коп, якому залишилося два тижні до пенсії.

## У головних ролях
- Двейн Джонсон — Водій
- Біллі Боб Торнтон — Коп
- Мун Бладгуд — Жінка Копа
- Олівер Джексон-Коен — Кіллер
- Меггі Грейс — Лілі
- Том Беренджер — «Начальник»
- Карла Гуджіно — Чікеро
- Адевале Акінуойє-Агбадже — Священик